# 香港五毫硬幣
五毫硬幣，又稱五角硬幣，是一種現行流通的香港貨幣，面額為$0.5港元。

## 歷史
香港政府於1866年首鑄半圓硬幣，含銀9成（1890年起改為含銀8成）。1905年，港府停止鑄造半圓硬幣。1951年起，港府再發行5毫硬幣，但改為紅銅鎳合金鑄造，一面鑄有當時在位的英皇喬治六世的肖像（只有1951年的5毫是有喬治六世的肖像），另一面則鑄有面值「香港伍毫」。1958年起，5毫硬幣改鑄英女皇伊利沙伯二世的肖像。
1971年開始，5毫硬幣由原本的安全邊改為齒邊。1977年起改為黃銅鎳合金鑄造。這款5毫硬幣發行初期(約在1977年末)，曾引起市民嚴重不滿，因為新5角跟當時的1角硬幣（1948-1980年間發行）差不多，引起輿論譴責：「發行硬幣的高官根本不用硬幣，所以不知民生需要」。

1993年配合香港主權移交而更改設計，配上洋紫荊花作背面圖案，又改以黃銅鍍鋼鑄造，而另一面的中間亦鑄了阿拉伯數字「50」。1997年又有發行鑄上牛圖案的主權移交紀念幣（1997年是牛年）。

香港五毫硬幣（1961年）

## 曾發行的年份(1951年起)
- 「銀色五毫」時代(1979年10月1日停止流通)：
  - 1951年：15,000,000(英皇喬治六世頭像)
  - 1958年：4,000,000(只有「H」鑄記)
  - 1960年：4,000,000(皆沒有鑄記)
  - 1961年：6,000,000(皆沒有鑄記)
  - 1963年：10,000,000(只有「H」鑄記)
  - 1964年：5,000,000(皆沒有鑄記)
  - 1965年：8,000,000(只有「KN」鑄記)
  - 1966年：5,000,000
  - 1967年：12,000,000
  - 1968年：12,000,000
  - 1970年：4,000,000
  - 1971年：(不詳)
  - 1972年：30,000,000
  - 1973年：36,000,000
  - 1974年：6,000,000
  - 1975年：8,000,000
- 轉用黃銅鎳合金鑄造後的第1個女皇頭時代：1977年至1980年
  - 1977年：60,010,000
  - 1978年：70,000,000
  - 1979年：60,640,000
  - 1980年：120,000,000
- 轉用黃銅鎳合金鑄造後的「大皇冠」時代：
  - 1988年：25,000 （只包括在官方精鑄套幣內）
  - 1990年：27,000,000
- 洋紫荊時代：
  - 1993年：50,000,000
  - 1994年：100,000,000
  - 1995年：30,000,000
  - 1997年(有普通版及回歸紀念版，回歸特別版本是鑄上牛圖案的)：142,000,000
  - 1998年：300,000,000
  - 2015年：50,000,000
  - 2017年：40,000,000
  - 2019年：30,000,000